# Отношения между Индия и Тунис
Отношенията между Тунис и Индия са двустранните външнополитически отношения между Индия и Тунис.

## История
Дипломатическите отношения между Тунис и Индия се установяват през 1958 година. В Исторически план, тунизийските лидери открито признават индийската подкрепа за независимостта на Тунис и хвалят демократичността на Индия. През 1963 г., се установява първата постоянна индийска дипломатическа мисия в Тунис, на ниво шарже д'афер. През 1976 година, тя се повишава до ниво посолство с посланик. През 1981 година Тунис отваря свое посолство в Ню Делхи.
През април 1984 година, министър-председателят на Индия Индира Ганди посещава Тунис, а през 1992 година това прави и министър-председателят Нарасимха Рао. Бившият министър-председател Гужрал посещава страната през 1999 година. През ноември 1982 година, първата дама на Тунис – Васила Бургиба посещава Индия, последвана през 1983 година, от министър-председателя Мохамед Мзали.
През февруари 2016 година, главнокомандващият на тунизийския военноморски флот посещава международно военноморско учение проведено във Вишакхапатнам. През август 2016 година, по време на държавната визита в Тунис на вицепрезидента Хамид Ансари, двете страни подписват два меморандума за разбирателство за насърчаване на занаятчийството, информационните технологии и цифровата икономика. Ансари се среща и с министър-председателя Хабиб Есид, като се постига договорка за разширяване на сътрудничеството в борбата с тероризма. Есид заявява: „Нашите отношения са много силни, възгледите ни са сходни“. Той също потвърждава, че Тунис подкрепя кандидатурата на Индия за място на постоянен член в реформиран Съвет за Сигурност на ООН.
По нареждане на губернатора на област Мануба, на 4 октомври 2016 година, в кампуса на университет Мануба се издига статуя на Махатма Ганди. Това е първата статуя на индиец в Тунис.

## Икономически отношения

### Търговия
Търговията между двете страни възлиза на 562.65 милиона долара през 2012 г., но спада до 398.88 милиона долара през 2013 г. заради политически вълнения и стачки на миньорите в Тунис. През 2015 година обемът на двустранната търговия възлиза на $340.25 милиона.
Тунис е надежден източник на фосфор за Индия от петдесетте години на двадесети век. Индия купува над 50% от общия тунизийски износ на фосфорна киселина. Износът на диамониев фосфат заема друг голям дял от експорта на Тунис към Индия. Основните стоки, които Индия изнася за Тунис са разглобяеми комплекти, автомобили, електротехнически изделия, памук, механични двигатели, органични химични продукти, каучук, ориз, кафе и подправки.

### Инвестиции
Тунизийско-индийската компания за наторяване – TIFERT, е съвместно дружество между индийски и тунизийски компании. То се основава през 2006 г. и започва да функционира през месец май 2013 година. Индийските – Коромандел торове ООД и Гуджарат щатски торове ООД притежават 30% от акциите на дружеството, а останалите 70% принадлежат в еднаква степен на две тунизийски държавни фирми. Към 2016 г., стойността на TIFERT е 450 милиона щатски долара и годишно произвежда 360 000 тона фосфорна киселина. Фирмата започва износ на фосфорна киселина за Индия през юли 2013 година.
Jyoti Structures и KEC International ltd. оперират в Тунис и участват в изграждането на електропроводи. На 30 октомври 2013 година, индийския автомобилен производител Махиндра открива завод за сглобяване на пикапи в град Сус. Това е първото предприятие за сглобяване на Махиндра в Африка. През юни 2015 г., компанията „ТАТА Моторз“ започва производство на пикапи в страната в сътрудничество с тунизийските компании Le Moteur и Икар. Dabur инвестира 7 милиона долара, за да отвори завод за производство на паста за зъби в Тунис.
Между двете държави се подписват редица двустранни споразумения в областта на търговията, науката и технологиите, на борбата с тероризма, организираната престъпност, трафика на наркотици, на ядрената енергетика, селското стопанство, културното сътрудничество, комуникацията и информационни технологии.
Жители на Тунис имат право да получават стипендии в рамките на Индийската програма за техническо и икономическо сътрудничество и от Индийския Съвет за културни връзки.

## Индийци в Тунис
Към декември 2016 година, около 120 индийски граждани и лица от индийски произход пребивават в Тунис, включително и няколко семейства, които живеят в Тунис в продължение на няколко десетилетия. По-голямата част от индийската общност работи в индийски и чуждестранни компании, опериращи в страната. Няколко работят като служители в Африканската банка за развитие, разположена в Тунис.
Неколцина индийци бягат в Тунис, за да се спасят от Либийската Гражданска война. Индийското правителство стартира Операция за безопасно връщане, за да евакуира своите граждани от Либия. След по-нататъшни размирици в страната през 2014 г., Индия използва тунизийските пристанища Джерба и Тунис, за да евакуира над 3500 индийски граждани, напускащи Либия.